# Сюдюрнесьябайр
Сю́дюрнесьябайр  (исл. Suðurnesjabær, исландское произношение: [ˈsʏːðʏrˌnɛsjaˌpaiːr̥]) — община на западе Исландии в регионе Сюдюрнес. Население общины составляет 3649 человек (2021), а территория 82,46 км².

## Характеристика
Община Сюдюрнесьябайр была создана в 2018 году в результате слияния общин Сандгердисбайр (исл. Sandgerðisbær) и Гардюр (исл. Sveitarfélagið Garður). В том же году было проведено голосование о названии новой объединённой общины, где имя Сюдюрнесьябайр набрало большинство голосов.
Земли общины Сюдюрнесьябайр расположены на небольшом полуострове Гардскайи — крайней западной части полуострова Рейкьянес, и простираются от бухты Оусар (исл. Ósar) на юго-западе до скалы Хоульмсберг (исл. Hólmsberg) на северо-востоке и на востоке.
Община Сюдюрнесьябайр граничит только с землями общины Рейкьянесбайр.
В общине есть три населённых пункта — города Сандгерди и Гардюр, а также небольшое селение Хабнир. Основное занятие жителей общины — рыболовство, животноводство, туристический сервис.
На территории общины проходят дорога регионального значения Гардскагавегюр 45 и дорога местного значения Сандгердисвегюр 429, а также небольшой участок дорог Миднесхейдарвегюр 423 и Рейкьянесбрёйт 41 (важная дорога ведущая от Рейкьявика к международному аэропорту Кеблавик).
На востоке Сюдюрнесьябайр располагается международный аэропорт Кеблавика. В аэропорту две взлётно-посадочные полосы, площадь аэропорта составляет около 25 кв. км. Аэропорт обслуживает большую часть международных авиаперевозок Исландии.

## Население
Источник: Mannfjöldi eftir kyni, aldri og sveitarfélögum 1998-2021 (исл.). hagstofa.is. Reykjavík: Hagstofa Íslands [Статистическая служба Исландии]. Дата обращения: 16 октября 2021.